# フアン・パブロ・ディ・パチェ
フアン・パブロ・ディ・パチェ（Juan Pablo Di Pace, 1979年7月25日 - ）は、アルゼンチンの俳優。ブエノスアイレス出身。

## 経歴
ブエノスアイレスで生まれたフアンは12歳の頃にスペインに移住。その後は10年間ロンドンに住んでいた。
その後はスペインとイギリスのTV番組や舞台に数多く出演。2005年、映画『サバイバル・アイランド』で主人公と恋に落ちる相手役で映画初出演、激しいセックスシーンも演じた。
2008年のミュージカル映画『マンマ・ミーア!』ではコリン・ファース演じるハリーと恋に演じる青年・ペトロスを演じた。
2015年、テレビドラマ『A.D. 聖書の時代』でイエス・キリスト役を演じ、ムーヴィーガイド・アワードで2部門を受賞するなど評価を集めた。
2016年、『フルハウス』の続編『フラーハウス』にアンドリア・バーバー演じるキミーの元旦那・フェルナンド役で出演。当初は準レギュラーだったが、第2シーズンからレギュラーに昇格した。フアンは2020年の最終シリーズまでレギュラーとして出演し続けた。
2018年、『ダンシング・ウィズ・ザ・スターズ』アメリカ版第27シーズンにプロダンサーのシェリル・バークと組んで出場、好成績を収めたものの、準決勝で敗退。
2024年には映画『ドゥイーノ』で監督に初挑戦、同作はサンフランシスコのフレームライン・フェスティバルで上映され、リオLGBTQ+国際映画祭でベスト・インターナショナル・フィーチャー賞を受賞した。

## 私生活
2019年3月、TEDxに登壇した際にゲイであることをカミングアウト、この様子は6月のプライド月間に「The Story Of Your Life」のタイトルでYouTubeに投稿された。公にカミングアウトする前にも、20年以上前には家族や周りの人たちに既にカミングアウトしていた。

## 主な出演作

### 映画
- 『サバイバル・アイランド』Three /  Survival Island（2005年）- マニュエル役
- 『マンマ・ミーア』Mamma Mia!（2008年）- ペトロ役

### ドラマ
- 『ダラス』Dallas（2012年） - ニコラス役（シーズンレギュラー）
- 『A.D. 聖書の時代』A.D. The Bible Continues - イエス・キリスト役（メインキャスト）
- 『フラーハウス』Fuller House（2016-2020年） - フェルナンド役（メインキャスト）
- Travesuras de la niña mala（2022年） - リカルド役（メインキャスト）

## 受賞
| 年   | 賞                          | 部門                           | 対象                       | 結果 |
| ---- | --------------------------- | ------------------------------ | -------------------------- | ---- |
| 2012 | Mi Butaquita Theatre Awards | Best One Man Show              | Primer Acto (One Man Show) | 受賞 |
| 2016 | MovieGuide Awards           | 最も感動的な演技（テレビ部門） | A.D. 聖書の時代            | 受賞 |
| 2016 | MovieGuide Awards           | 最優秀俳優（テレビ部門）       | A.D. 聖書の時代            | 受賞 |